# Umajjovská mešita (Aleppo)
Umajjovská mešita v Aleppu (arabsky جامع حلب الكبير Jāmi‘ Halab al-Kabīr) též Velká mešita v Aleppu (جامع بني أمية بحلب) je největší a jedna z nejstarších mešit v syrském městě Aleppu. Nachází se ve čtvrti al-Jalloum ve zdejším Starém městě, které bylo v roce 1986 prohlášeno za Světové dědictví UNESCO, nedaleko vstupu na tržiště (súk) Al-Madina.
V mešitě, jež byla založena počátkem 8. století, jsou údajně uloženy ostatky svatého Zachariáše, otce Jana Křtitele.
Nicméně současná budova, která pochází z období Mamlúkovců, byla s výjimkou minaretu postavena až ve století 13. Zdejší minaret, který 24. dubna 2013 padl za oběť bojům syrské občanské války, pocházel z roku 1090, z období vlády Seldžucké dynastie.

## Historie
Místo, kde je mešita postavena, bývala v helénistickém období agora. V době, kdy Sýrii ovládali křesťané, se zde rozkládala zahrada katedrály Svaté Heleny.